# موشانو کوسی
موشانو کوسی (武者小路 実篤) نویسنده و شاعر شهیر ژاپنی است . او در سال ۱۸۸۵ به دنیا آمد و در سال ۱۹۶۷ درگذشت.